# Pop Station
Pop Station è il sesto album della cantante giapponese Takako Ohta, pubblicato il 25 maggio 1987.

## Tracce
1. ZONE (testo: Haruo Chikada – musica: Yutaka Fukuoka)
2. Kanjitai Emotion (感じたいEmotion?) (testo: Takazuko Saka – musica: Takeru Sato)
3. Yume I Love You (夢で I Love You?) (testo: Axiom Sato – musica: Shinobu Narita)
4. Hi-LITTLE ANGEL (testo: Axiom Sato – musica: Shinobu Narita)
5. Passhon (パッション?) (testo: Hayakawa Kei – musica: Yutaka Fukuoka)
6. Kanashimi o koete (悲しみをこえて?) (testo: Hayakawa Valley – musica: Kazuhito Murata)
7. HAVE A GOOD TIME (testo: Mikanichi – musica: Shigeru Suzuki)
8. Doyōbi wa nemurenai (土曜日は眠れない?) (Mioko Yamaguchi)
9. Rifurein (リフレイン?) (testo: Hayakawa Kei – musica: PANTA)
10. Sukoshi sunao ni (少し素直に	?) (testo: Hayakawa Valley – musica: Kazuhito Murata)
11. Farewell To Sorrow (Solo nella versione in CD) (testo: Hayakawa Valley – musica: Kazuhito Murata)

## Singoli
| Data           | A-side           | B-side               |
| -------------- | ---------------- | -------------------- |
| 25 aprile 1987 | Kanjitai Emotion | Iesunara dakishimete |